# Leucochrysa (Nodita) floridana
Leucochrysa (Nodita) floridana is een insect uit de familie van de gaasvliegen (Chrysopidae), die tot de orde netvleugeligen (Neuroptera) behoort. 
Leucochrysa (Nodita) floridana is voor het eerst wetenschappelijk beschreven door Banks in 1897.